# David Craig
Pour les articles homonymes, voir Craig.
Ne doit pas être confondu avec Bill James.
David Brownrigg Craig, baron Craig de Radley (né le 17 septembre 1929) est un officier retraité de la Royal Air Force et membre de la Chambre des lords. Il est pilote de jet rapide dans les années 1950, commandant d'escadron dans les années 1960 et commandant de station dans les années 1970. Il occupe le poste de chef d'état-major de la Force aérienne à la fin des années 1980, lorsque le système d'alerte rapide et de contrôle de Boeing Airborne est commandé et que le programme de chasse européen est en cours de développement. Il est ensuite chef d'état-major des armées pendant la guerre du Golfe. Il obtient une pairie à vie en tant que baron Craig de Radley après sa retraite du service actif en 1991, siégeant comme pair crossbencher.

## Jeunesse
Fils du major Francis Brownrigg Craig et de son épouse Olive Craig, il grandit dans l'État libre d'Irlande, et n'est pas affecté par les événements de la Seconde Guerre mondiale. En 1943, il arrive en Grande-Bretagne et commence au Radley College où, en plus de ses études, il rame, et dirige la première équipe de l'école au rugby et est plus tard tête de l'école. Il obtient une place au Lincoln College, à Oxford, où il obtient un diplôme en mathématiques, et rejoint l'escadron aérien de l'université d'Oxford.

## Carrière de la RAF

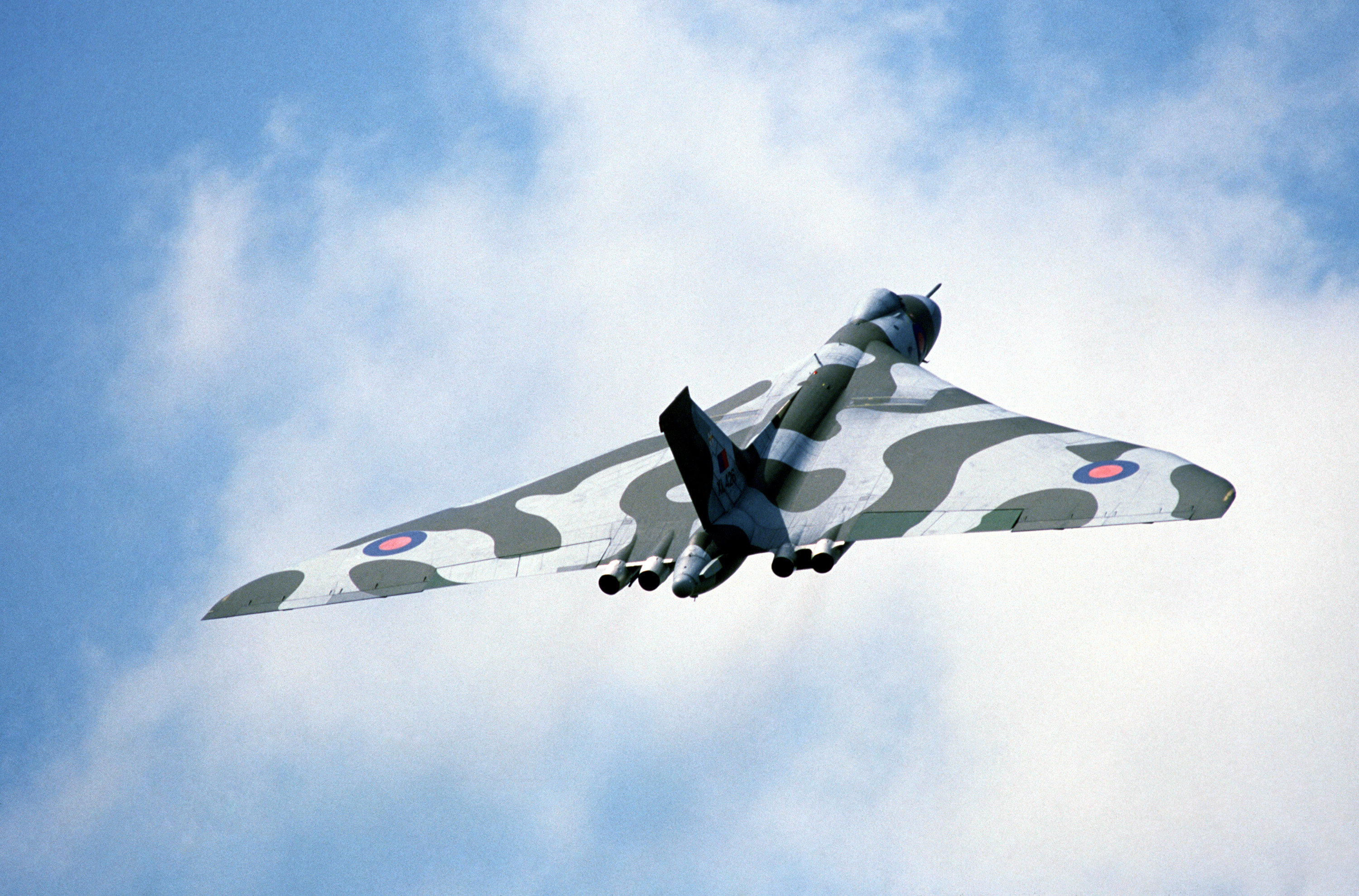
Vulcan B2, un type piloté par Craig au début des années 1960

Craig est nommé officier pilote le 19 septembre 1951 (avec l'ancienneté du 19 décembre 1949). Il suit le cours de pilote à l'école de pilotage n ° 7 à RAF Cottesmore où il est promu officier de vol le 19 mars 1952 avant de gagner ses «ailes» en avril 1952 . Il va à l'École Avancée d'Aviation à RAF Driffield où il est promu lieutenant d'aviation le 19 décembre 1952 puis à l'École avancée 209 de vol à RAF Weston Zoyland où il est un instructeur de conversion de jet. En 1955, il rejoint l'escadron n ° 247 de la RAF Odiham qui passe de Meteors à Hunters. Après avoir suivi le cours d'armes guidées au Collège technique de la RAF à Henlow, il est affecté à un site d'évaluation de missiles à North Coates. Il est promu chef d'escadron le 1er janvier 1959 et affecté au ministère de l'Air plus tard cette année-là. Il fréquente le Collège d'état-major de la RAF en 1961 avant de rejoindre le 35e escadron de la RAF Coningsby en janvier 1963, d'abord en tant que commandant de bord, puis en tant qu'officier commandant l'escadron aux commandes d'un avion Vulcan B2.
Promu commandant d'escadre le 1er janvier 1964, Craig est nommé assistant militaire du chef d'état-major de la Défense, le maréchal Sir Richard Hull en juin 1965. Il reçoit la mention élogieuse de la Reine pour son service dans les airs lors de l'anniversaire de 1965.
Craig est nommé officier de l'ordre de l'Empire britannique dans les honneurs d'anniversaire de 1967 et promu capitaine de groupe le 1er janvier 1968, devenant commandant de station à RAF Cranwell plus tard cette année. Il devient aide de camp de la reine en 1969. Il est nommé directeur (plans et opérations) et commandement du quartier général de l'Extrême-Orient en 1970, et ayant été promu commodore aérien le 1er janvier 1972, il devient commandant de station à RAF Akrotiri à Chypre plus tard cette année. Il fréquente le Royal College of Defence Studies en 1974. Promu vice-maréchal de l'air le 1er janvier 1975, il devient chef d'état-major adjoint (opérations) le 25 mars 1975.
Nommé compagnon de l'ordre du Bain dans les honneurs d'anniversaire de 1978, Craig devient officier de l'air commandant le groupe n ° 1 plus tard cette année-là. Il est vice-chef de l'état-major de la Force aérienne en 1980 et nommé chevalier commandeur de l'ordre du Bain lors des honneurs du Nouvel An de 1981. Il est promu au grade de maréchal de l'air le 1er janvier 1981, et nommé au poste de commandant en chef du commandement de frappe de la RAF le 20 septembre 1982 avec le grade intérimaire de chef de l'air le 21 septembre 1982. Il est promu au grade substantif de maréchal en chef de l'air le 1er juillet 1983 et avancé au grade de chevalier grand-croix de l'ordre du Bain dans les honneurs d'anniversaire de 1984.
Craig devient chef d'état-major de l'Air le 15 octobre 1985 et nommé l'aide de camp de l'Air auprès de la reine à la même date. En tant que chef d'état-major de la Force aérienne, il conseille le gouvernement britannique sur la commande du système d'alerte rapide et de contrôle de Boeing Airborne et sur le développement du programme European Fighter . Ayant été promu au grade de maréchal de la Royal Air Force le 14 novembre 1988, il devient chef d'état-major des armées le 9 décembre 1988. En tant que chef d'état-major de la Défense, il conseille le gouvernement britannique sur le déploiement de 45 000 militaires pendant la guerre du Golfe. Il prend sa retraite du service en 1991.

## Chambre des lords
Le 30 juillet 1991, à la suite de sa retraite de la RAF, Craig devient pair à vie en tant que baron Craig de Radley, de Helhoughton dans le comté de Norfolk. À sa retraite, il est administrateur de ML Holdings plc de 1991 à 1992. Il est le commissaire des pairs Crossbencher à la Chambre des lords de décembre 1999 à juillet 2004 et président du conseil de l'hôpital King Edward VII de 1998 à 2004. Il reçoit un DSc honorifique de l'université de Cranfield en 1988.

## Vie privée
Craig épouse Elisabeth June Derenburg en 1955 ; ils ont deux enfants : Christopher Craig (né en 1957) et Susan Craig (née en 1960).